# Američka vanjska područja
Američka vanjska područja (službeno: Vanjska područja pod vlašću Sjedinjenih Američkih Država) su zajednički naziv za sljedeće otoke:
- Američki Djevičanski otoci
- Američka Oceanija

- Američka Samoa
- Guam
- Mali udaljeni otoci SAD-a

- otok Baker
- otok Howland
- otok Jarvis
- atol Johnston
- greben Kingman
- atol Midway
- otok Navassa
- atol Palmyra
- otok Wake

- Sjeverni Marijanski otoci

- Portoriko